# Caloptilia isotoma
Caloptilia isotoma är en fjärilsart som först beskrevs av Edward Meyrick 1914.  Caloptilia isotoma ingår i släktet Caloptilia och familjen styltmalar.
Artens utbredningsområde är:
- Namibia.
- Nigeria.
- Zimbabwe.

Inga underarter finns listade i Catalogue of Life.